# Andrés Palop
Andrés Palop Cervera (Valencia, 22 ottobre 1973) è un allenatore di calcio ed ex calciatore spagnolo, di ruolo portiere.
Con la nazionale spagnola si è laureato campione d'Europa nel 2008.
Assieme a Vincent Enyeama, Marco Amelia, Peter Schmeichel, Gilbert Bodart e Jury Žaŭnoŭ rientra nella ristretta cerchia dei portieri che sono riusciti a realizzare una rete su azione in Coppa UEFA/UEFA Europa League.

## Carriera

### Club
Iniziò a giocare a calcio nella squadra giovanile del Valencia, in cui militò dal 1995 al 1997 disputando 68 partite. Nei due anni successivi giocò per il Villarreal, dove riuscì ad imporsi. Tornato al Valencia per fare il secondo a Santiago Cañizares, in sei stagioni giocò soltanto 60 partite.
Nel 2005 arrivò la svolta della sua carriera: venne ingaggiato dal Siviglia come portiere titolare. Qui ottenne successi sia in Spagna sia in ambito continentale.
Il 25 agosto 2007, durante la partita Siviglia-Getafe, Antonio Puerta, giocatore spagnolo del Siviglia, ebbe un arresto cardiaco; Palop, insieme ad Ivica Dragutinović, fu uno dei primi ad accorrere verso di lui; Puerta morirà tre giorni dopo.
Durante la partita contro lo Šakhtar, valida per gli ottavi di finale della Coppa UEFA 2006-2007, Palop segnò una rete, durante il forcing effettuato dal Siviglia nei minuti di recupero. Palop fu protagonista del successo degli andalusi nella competizione, parando anche tre dei quattro rigori in finale contro l'Espanyol.
Il 21 aprile 2014 comunicò il proprio ritiro dal calcio professionistico.

### Nazionale
Entrò a far parte della nazionale spagnola prendendo il posto di Santiago Cañizares (che si era ritirato dalla nazionale) dopo il campionato del mondo del 2006. In qualità di terzo portiere, ha fatto parte della selezione spagnola che ha vinto il campionato d'Europa 2008. Nella premiazione della finale vestì la maglia di Luis Miguel Arconada in omaggio all'ex portiere e capitano della nazionale spagnola degli anni '80; intervistato, Palop disse:

## Palmarès

### Club

#### Competizioni nazionali
- Campionato spagnolo: 2

Valencia: 2001-2002, 2003-2004
- Coppa di Spagna: 2

Siviglia: 2006-2007, 2009-2010
- Supercoppa di Spagna: 2

Valencia: 1999
Siviglia: 2007

#### Competizioni internazionali
- Coppa UEFA: 3

Valencia: 2003-2004
Siviglia: 2005-2006, 2006-2007
- Supercoppa UEFA: 2

Valencia: 2004
Siviglia: 2006

### Nazionale
- Campionato d'Europa: 1

Austria-Svizzera 2008